# Pothyne luteomaculata
Pothyne luteomaculata är en skalbaggsart som beskrevs av Stefan von Breuning 1982. Pothyne luteomaculata ingår i släktet Pothyne och familjen långhorningar. Inga underarter finns listade i Catalogue of Life.